# Awang Sariyan
Awang Sariyan (ur. 20 października 1953 w Pontian) – malezyjski językoznawca, profesor w Zakładzie Języka Angielskiego Akademii Studiów Malajskich na Uniwersytecie Malaya (Kuala Lumpur). Wcześniej był profesorem językoznawstwa i planowania językowego na Universiti Putra Malaysia (2004–2006). 
Kształcił się na Malezyjskim Uniwersytecie Narodowym i Uniwersytecie Malaya. Magisterium z językoznawstwa uzyskał na Uniwersytecie Malaya. Na tej samej uczelni doktoryzował się w zakresie filozofii edukacji językowej.
Jest autorem licznych słowników, książek naukowych i poradników językowych.

## Wybrana twórczość
- Santun Berbahasa[3]
- Ceritera Bahasa[4]
- Kesalahan umum penggunaan bahasa Malaysia[5]
- Konsep kesalahan bahasa dalam bahasa Melayu[6]